# スティビオタンタライト
スティビオタンタライト（Stibiotantalite）とは、アンチモンとタンタルを主成分とする酸化鉱物。名前はアンチモン（ギリシャ語で “stibi”）を含むことと、タンタル石に類似していることに由来する。和名は安タンタル石。
屈折率は2.37 - 2.46、モース硬度は5.5で、比重は5.98 - 7.34である。
高い分散の強い屈折率のファイア輝きを魅了するコレクターの話題の鉱物で、アンチモンを含む毒性がある。

## 産地
アメリカ、スリランカ、ブラジル、アフリカ、オーストラリアなど。